# Wilhelm Brepohl (Heimatpfleger)
Wilhelm Brepohl (* 12. August 1913 in Wietersheim bei Minden; † 7. Januar 2002 in Petershagen) war Kreisheimatpfleger im Kreis Minden und gilt als Vater der Westfälischen Mühlenstraße im ostwestfälischen Kreis Minden-Lübbecke.

## Leben
Brepohl wurde im Jahr 1913 in Wietersheim bei Minden geboren. Er machte am Ratsgymnasium sein Abitur und studierte in Dortmund. Er wurde Volksschullehrer, später Rektor und kümmerte sich als einer der ersten in den 1960er Jahren um die alten Wind- und Wassermühlen in seinem Heimatkreis. Er erkannte, dass sie als technische Denkmale der Nachwelt erhalten bleiben müssen und setzte auf Kreisebene die vielfältigen Mühlenerhaltungsprogramme um. Dabei ging es ihm darum, die Mühlen als Zeugen der Landes-, Wirtschafts- und Sozialgeschichte zu restaurieren. Um die Öffentlichkeit auf diese Situation aufmerksam zu machen, wurde er Mitbegründer der Westfälischen Mühlenstraße und war von 1978 bis 1987 Vorsitzender des Mühlenvereins des damaligen Kreises Minden.  Zudem zählt er zu den Gründungsinitiatoren der Deutschen Gesellschaft für Mühlenkunde und Mühlenerhaltung.
Von 1962 bis 1983 war er Kreisheimatpfleger.
1983 wurde er für sein Wirken mit dem Bundesverdienstkreuz und 1987 mit dem Bundesverdienstkreuz Erster Klasse ausgezeichnet. 1979 erhielt er den Deutschen Preis für Denkmalschutz.
Sein Sohn Wilm Brepohl ist ebenfalls historisch tätig.

## Bibliografie (Auswahl)
- Wilhelm Brepohl, Horst Wöbbeking: Die westfälische Mühlenstraße im Kreis Minden-Lübbecke. Schulbuchring Kreis Minden-Lübbecke, Rahden 1986, ISBN 3-925858-04-0.
- Wilhelm Brepohl: Landschloß Hüffe. In: Westfälischer Heimatbund, Westfälisches Amt für Denkmalpflege (Hrsg.): Westfälische Kunststätten. Heft 11. Druck- und Verlagshaus W. Bitter, Münster 1980, ISSN 0930-3952.